# Соболевська сільська рада
Со́болевська сільська рада (рос. Соболевский сельский совет) — сільське поселення у складі Первомайського району Оренбурзької області Росії.
Адміністративний центр — село Соболево.

## Населення
Населення — 1498 осіб (2019; 1626 в 2010, 1729 у 2002).

## Склад
До складу сільської ради входять:
| Населений пункт      | Населення, осіб (2002) | Населення, осіб (2010) |
| -------------------- | ---------------------- | ---------------------- |
| Лісопитомник, селище | 315                    | 304                    |
| Осочний, селище      | 143                    | 133                    |
| Соболево, село       | 1123                   | 1034                   |
| Степнянка, селище    | 148                    | 155                    |